# 何楚英 (正統舉人)
何楚英（15世紀—15世紀），字邦佐，廣東廣州府南海縣人，明朝政治人物。

## 生平
何楚英是正統十二年（1447年）丁卯科廣東鄉試舉人，於國子監畢業，授陝西道監察御史，天順元年（1457年）朝廷下詔求直言，他上疏課農桑、禁游惰、正倫理、明禮制四事，言辭懇切得明英宗嘉納，又彈劾曹吉祥擅作威福，遇上大祀揭發光祿寺廚人偷竊蜜糖亦得罪對方，因此被中傷下錦衣獄，械示三個月，天順三年（1459年）降為平南主簿，調貴縣主簿，陞貴縣知縣，興利除害，協助兩廣總督韓雍剿滅賊人，因功陞潯州同知，仍理貴縣事，在地方修學校、葺城池、建縣廳，擢柳州知府，改建土壘為石城保衛人民，因母親逝世回鄉。服闋後，何楚英補任太平知府，捐俸翻新府學，考授廣西布政使司參政，兩年後辭官回鄉，杜門不謁公府，八十二歲才去世。

## 引用
1. 1 2  同治《南海縣志·卷三十五·列傳四》：何楚英，字邦佐，正統丁卯舉于鄉，卒業太學，拜陝西道監察御史，天順初詔求直言，上疏陳課農桑、禁游惰、正倫理、明禮制四事，其言切近平直，帝嘉納之，嘗劾逆臣曹吉祥擅作威福，會大祀，督光祿寺廚人竊蜜事發正之，以罪吉祥，緣此中傷之下錦衣獄，械示三月，左遷廣西貴縣主簿，成化初巡撫都御史韓雍命楚英勦賊，獲文清等，以功陞潯州府同知，尋擢柳州府知府，城舊土壘，至即易以巨石，民倚為安，丁內艱，起補太平府，時郡學久廢，捐俸新之以弭盜安民，得上考晉廣西布政司參政，越二年去官，抵家杜門不謁公府，卒年八十二。 據《粤大記》、《廣西通志》修
2. ↑  《明英宗睿皇帝實錄》·卷三百八：（天順三年十月庚戌）降陝西道監察御史何楚英為廣西平南縣主簿，楚英為杖死廚役罪。
3. ↑  道光《潯州府志·卷六十九·遷謫》：何楚英，字邦佐，南海人，以御史謫貴縣主簿，興利除害，擢知貴縣，進潯州同知，仍理縣事，修學校、葺城池、建縣廳，政聲洋溢，終廣西參政。
4. ↑  道光《柳州府志·卷二十四·名宦》：何楚英，字邦佐，歷官陝西道監察御史，天順初劾逆臣曹吉祥，得罪下錦衣獄，謫貴縣主簿，歷陞柳州知府，捐俸修學，城舊土壘易以石弭盜庇民，郡人倚以為安，秩滿陞廣西參政。